# Мешаев, Анатолий Викторович
Анато́лий Ви́кторович Меша́ев (род. 27 мая 1953, Курск) — советский и российский тромбонист, аранжировщик, звукорежиссёр, композитор. В советское время играл на тромбоне в нескольких вокально-инструментальных ансамблях — «Лира», «Надежда», «Лейся, песня», «Красные маки». В перестройку и постсоветское время был одним из ведущих звукорежиссёров поп-музыки. Как звукорежиссёр сделал большинство хитов группы «Ласковый май»; также написал для этой группы несколько песен как композитор. С 2009 года принимает участие в возрождённом составе 1970-х годов ВИА «Лейся, песня».

## Биография
Анатолий Мешаев родился 27 мая 1953 года в Курске. В 1968 году окончил музыкальный интернат для особо одарённых детей в Ленинграде. В 1968—1971 годах учился в Государственном училище имени М. П. Мусоргского (Ленинград). В 1971—1973 годах проходил срочную службу в Советской армии в ансамбле песни и пляски Ленинградского военного округа.
После окончания службы в армии в 1973 году был принят тромбонистом в вокально-инструментальный ансамбль «Лира» при Ленконцерте. Вместе с ним в духовую группу ансамбля вошли Виктор Горбунов (труба) и Виктор Андреев. После появления в своём составе этих музыкантов «Лира» включила в свой репертуар несколько композиций группы Chicago, непредставимых без духовых инструментов. Альянс Анатолия Мешаева и Виктора Горбунова оказался столь прочным, что в дальнейшем они в течение многих лет переходили из одного музыкального коллектива в другой всегда вместе.
В мае 1977 года вместе с Виктором Горбуновым был приглашён Мишей Плоткиным в основанный им ВИА «Надежда», но уже в том же 1977 году по приглашению Михаила Шуфутинского перешёл вместе с Горбуновым в ВИА «Лейся, песня», в котором работал до 1981 года под руководством Шуфутинского и Виталия Кретюка. С 1981 года работал в ВИА «Красные маки».
Во время перестройки и позже Анатолий Мешаев работал в созданной Юрием Чернавским студии звукозаписи под руководством Игоря Бабенко СПМ «Рекорд» (в настоящее время SBI Records) в качестве аранжировщика и звукорежиссёра — с Иосифом Кобзоном, Ларисой Долиной, Валерием Леонтьевым, Олегом Газмановым, Алексеем Глызиным, Владимиром Кузьминым, Максом Фадеевым, Катей Лель, Анитой Цой, Сергеем Крыловым; группами «СББ», «Руки вверх», «Сплин», «Би-2», «Золотое кольцо», «Чугунный скороход», «7Б», Total и др.
Как звукорежиссёр Анатолий Мешаев сделал большинство хитов группы «Ласковый май». Он также был автором нескольких песен «Ласкового мая» — «Летний дождь» (музыка и слова), «Вечер зажёг огни» (музыка), «Всё напрасно» (музыка и слова), «Я не хочу с тобой прощаться» (музыка), «Фатима» (музыка), «К любимой бабушке» (музыка), инструментала на «Майском альбоме» (1989) и др.
С 2009 года принимает участие в возрождённом составе 1970-х годов ВИА «Лейся, песня».

## Награды и премии
- Лауреат V Всероссийского конкурса артистов эстрады (в составе ВИА «Лира»); «Лира» поделила II место с московским ВИА «Поющие сердца» (I место не присуждалось никому)[источник не указан 3062 дня]
- Лауреат премии Ленинского комсомола Кузбасса (в составе ВИА «Лейся, песня»)[1]
- Лауреат 1-й премии II Всероссийского конкурса исполнителей советской песни Сочи-78 (в составе ВИА «Лейся, песня»)[1]

### Награды
- Медаль «За укрепление боевого содружества» (Министерство обороны России, 2023)
- Медаль «Участнику военной операции в Сирии» (Министерство обороны России, 2019)
- Медаль «За возвращение Крыма» (Министерство обороны России)
- Медаль «Участнику специальной военной операции» (Министерство обороны России, 29 ноября 2023)[8]
- Медаль «200 лет ВВ МВД РФ» (Российская Федерация)

## Участие в творческих и общественных организациях
- Член Общероссийской общественной организации «Общество по коллективному управлению смежными правами „Всероссийская организация интеллектуальной собственности“» (ВОИС)[1]

## Фильмография
- Легенды музыки с Дарьей Веста. ВИА «Лейся, песня». Звезда. Mir Media (14 ноября 2020). Дата обращения: 16 мая 2021.